# Il Divo (formație)

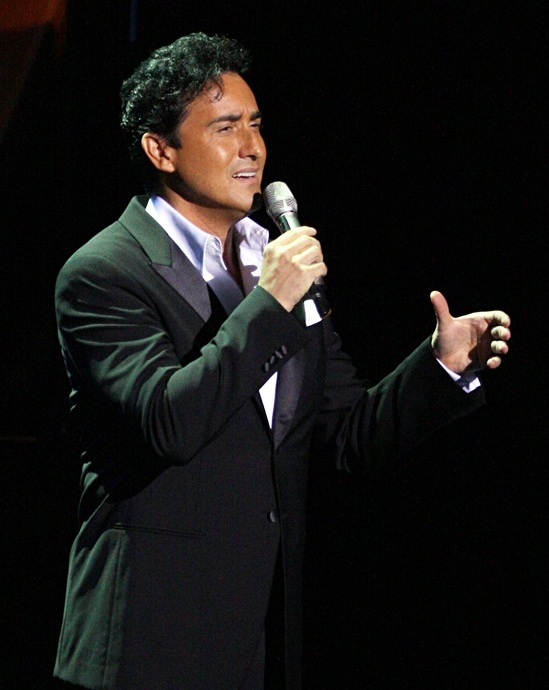
Carlos Marín
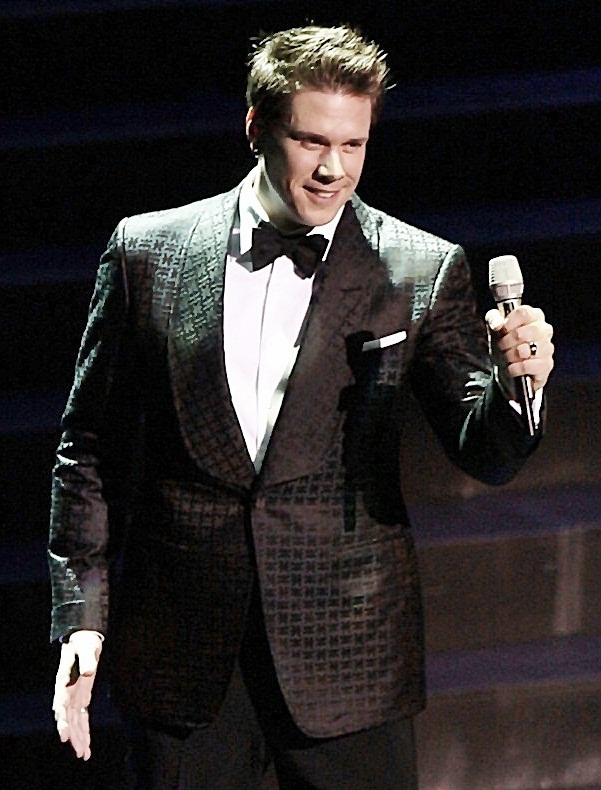
David Miller
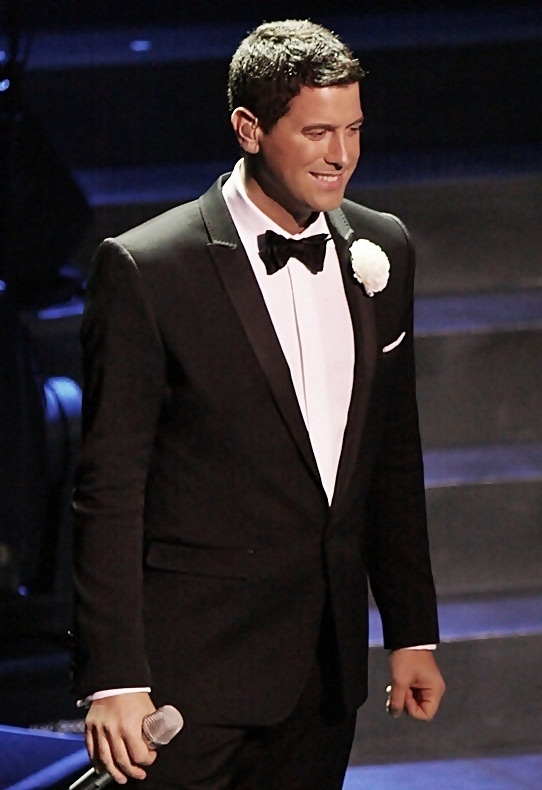
Sébastien Izambard
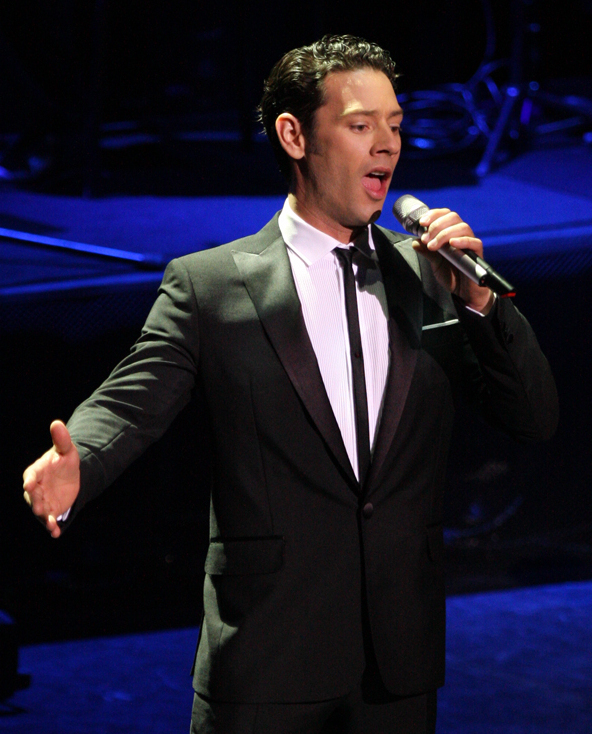
Urs Bühler

Il Divo este o formație multinațională de muzică classical crossover, formată în anul 2004 în Marea Britanie. Formația este alcătuită din elvețianul Urs Bühler, francezul  Sébastien Izambard și americanul David Miller. De asemenea, un membru al formației a fost și spaniolul Carlos Marín, care a decedat în 2021. Grupul a avut un mare succes internațional vânzând 26 milioane de discuri la nivel mondial. Ei interpretează cântece în limbile: spaniolă, italiană, franceză, engleză, portugheză și latină.

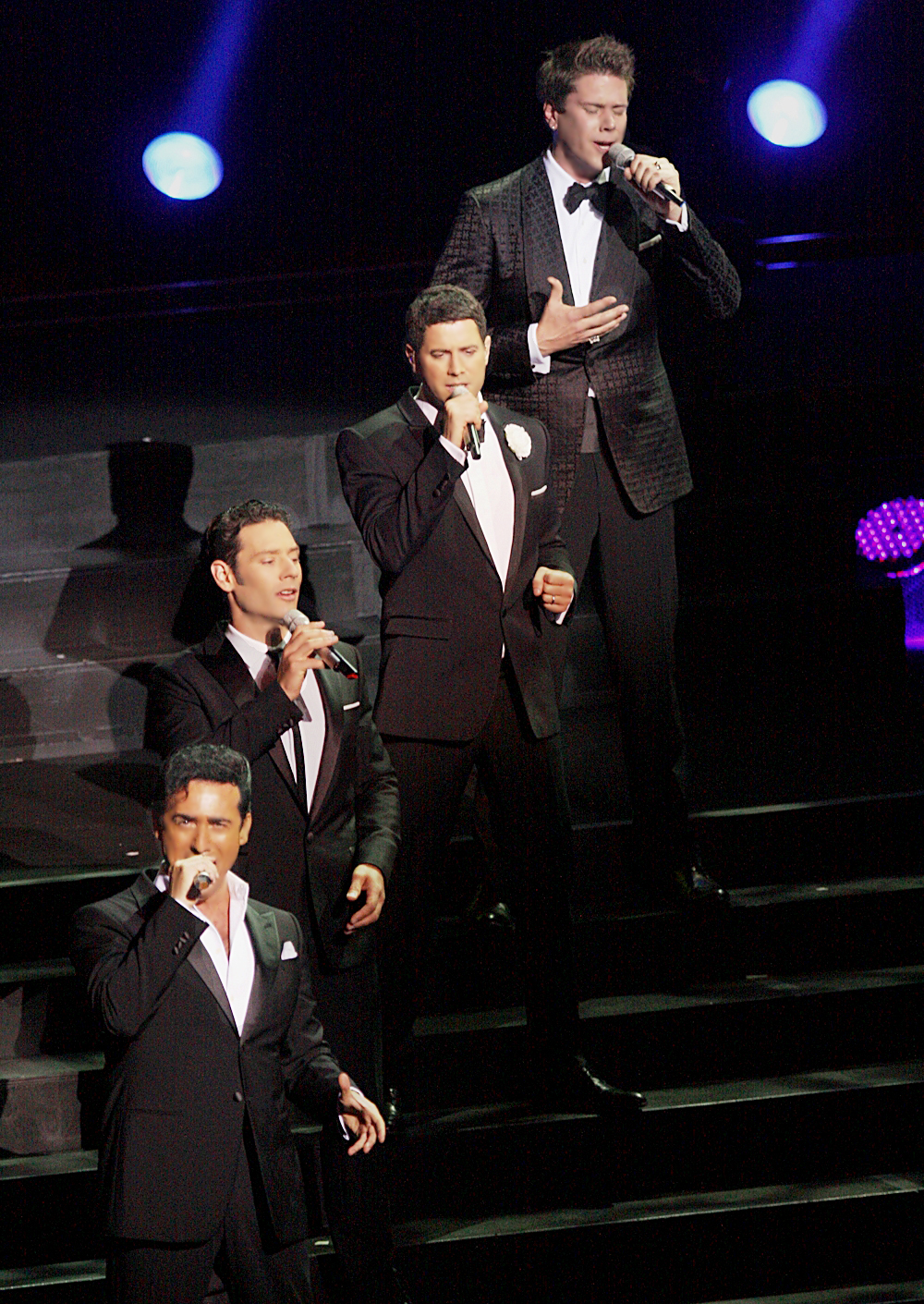
Il Divo & Orchestra in Concert Tour Mundial, 2012

## Discografie

### Albume de studio
1. 2004 - Il Divo
2. 2005 - Ancora
3. 2006 - Siempre
4. 2008 - The Promise
5. 2011 - Wicked Game
6. 2013 - A Musical Affair
7. 2015 - Amor & Pasión

### Special
1. 2005 - The Christmas Collection

### Compilatii
1. 2006 - Il Divo Collezione
2. 2012 - The Greatest Hits

### Albume live
1. 2009 - An Evening with Il Divo: Live in Barcelona
2. 2014 - Live in Japan

## DVD
1. 2004 - Live At Gottam Hall [2][3]
2. 2005 - Encore [4]
3. 2005 - Mamá [5]
4. 2006 - The Yule Log: The Christmas Collection [6]
5. 2006 - Live at the Greek Theater [7]
6. 2008 - At The Coliseum [8]
7. 2009 -  An Evening with Il Divo: Live in Barcelona
8. 2011 - Live At The London Coliseum [9]
9. 2014 - Live In Japan [10]